# Rio Tinquisso
Tinquisso (Tinkisso) é um rio da Guiné, afluente do Níger. Nasce ao sul das montanhas de Futa Jalom, a nordeste de Mamu. Flui por 400 quilômetros, a norte-nordeste e leste, passando por Dabola e Bissicrima em planícies e savanas de árvores atrofiadas, para entrar no Níger, ao sul de Siguiri. Sua área compreende 19 800 quilômetros quadrados, enquanto seu volume, em 1960, era de 220 quilômetros cúbicos, e entre 1980 e 2004 de 160. Ouro e bauxita são exploradas no rio.